# Liste der Baudenkmäler in Tettenweis
Auf dieser Seite sind die Baudenkmäler in der niederbayerischen Gemeinde Tettenweis zusammengestellt. Diese Tabelle ist eine Teilliste der Liste der Baudenkmäler in Bayern. Grundlage ist die Bayerische Denkmalliste, die auf Basis des Bayerischen Denkmalschutzgesetzes vom 1. Oktober 1973 erstmals erstellt wurde und seither durch das Bayerische Landesamt für Denkmalpflege geführt wird. Die folgenden Angaben ersetzen nicht die rechtsverbindliche Auskunft der Denkmalschutzbehörde.

## Baudenkmäler nach Ortsteilen

### Tettenweis
| Lage                           | Objekt                                                | Beschreibung | Akten-Nr.     | Bild                                                  |
| ------------------------------ | ----------------------------------------------------- | --- | ------------- | ----------------------------------------------------- |
| Graf-Joner-Straße 4 (Standort) | Wohnhaus                                              | Zweigeschossiger und giebelständiger, verschindelter Blockbau mit vorschießendem Flachsatteldach und zwei Giebelschroten mit geschnitzten Stangen, bezeichnet 1845 | D-2-75-149-6  | Wohnhaus                                              |
| Hauptstraße 2 (Standort)       | Ehemaliges Schloss                                    | Jetzt Teil der Benediktinerinnenabtei St. Gertrud, Walmdachbau, Ende 18. Jahrhundert; westlich anschließend ehemaliges Wirtschaftsgebäude, 18. Jahrhundert; Kloster, Dreiflügelanlage, romanisch, 1902/03, anschließend an das Schloss (Erweiterungsbau und Kirche 1946/49)                                                         | D-2-75-149-3  | weitere Bilder                                        |
| Hauptstraße 5 (Standort)       | Gasthof zur Post                                      | Ende 19. Jahrhundert; Hauptgebäude zweigeschossiger Mansardwalmdachbau mit Kniestock, stichbogigen Öffnungen und Putzgliederungen, bezeichnet 1896; Remise, zweigeschossiger Satteldachbau mit korbbogiger Arkade auf Pfeilern; Stallstadel, traufständiger Satteldachbau mit stich- und korbbogigen Öffnungen und Putzgliederungen | D-2-75-149-4  | weitere Bilder                                        |
| Hofmark (Standort)             | Kriegerdenkmal                                        | Figur der Germania auf gestiftem Inschriftensockel, von Alexander Calandrelli, bezeichnet 1902 | D-2-75-149-7  | weitere Bilder                                        |
| Kirchplatz 4 (Standort)        | Wohnstallhaus, Geburtshaus des Malers Franz von Stuck | Zweigeschossiger und giebelständiger Satteldachbau mit Putzgliederungen, 1. Hälfte 19. Jahrhundert; Geburtshaus des Malers Franz von Stuck (* 23. Februar 1863), Gedenktafel, bezeichnet 1913 | D-2-75-149-2  | Wohnstallhaus, Geburtshaus des Malers Franz von Stuck |
| Kirchplatz 17 (Standort)       | Pfarrkirche St. Martin                                | Saalkirche mit eingezogenem Polygonalchor, Chorflankenturm, daneben Johannes-Nepomuk-Kapelle, spätgotisch, bezeichnet 1472 und 1531, Turmoberteil und Kapelle 18. Jahrhundert, 1885-86 Verlängerung; mit Ausstattung, Langhaus 1904 nach Westen erweitert                                                                           | D-2-75-149-1  | weitere Bilder                                        |
| Raiffeisenplatz 1 (Standort)   | Ehemaliges Feuerwehrhaus                              | erdgeschossiger Satteldachbau mit Blendgiebel und hohem, hölzernen Schlauchturm, 1881 | D-2-75-149-58 | BW                                                    |

### Berg
| Lage              | Objekt      | Beschreibung                                                                            | Akten-Nr.    | Bild        |
| ----------------- | ----------- | --------------------------------------------------------------------------------------- | ------------ | ----------- |
| Berg 1 (Standort) | Traidkasten | Geständerter Blockbau mit Flachsatteldach, 18./19. Jahrhundert; im Westflügel des Hofes | D-2-75-149-9 | Traidkasten |

### Birndorf
| Lage                  | Objekt                     | Beschreibung | Akten-Nr.     | Bild           |
| --------------------- | -------------------------- | --- | ------------- | -------------- |
| Birndorf 1 (Standort) | Sogenannter Birndorfer Hof | Haupthaus des sogenannte Birndorfer Hofes (ehemals Vierflügelanlage), zweigeschossiger und traufständiger Massivbau mit Satteldach und Zwerchhaus, im Obergeschoss renaissancezeitliche Wandmalereien, im Kern spätmittelalterlich, 1851 (bezeichnet) vereinheitlichend überbaut Ehemaliger Pferdestall, zweigeschossiger Massivbau mit Satteldach und figürlicher Gestaltung über dem Eingang, mit anschließendem Hoftor, wohl Mitte 19. Jahrhundert | D-2-75-149-55 | weitere Bilder |

### Bunding
| Lage                 | Objekt                     | Beschreibung | Akten-Nr.     | Bild                       |
| -------------------- | -------------------------- | --- | ------------- | -------------------------- |
| Bunding 1 (Standort) | Wohnhaus des Vierseithofes | Zweigeschossiger Blockbau mit Satteldach, Traufschrot und versteinerter Westwand, Mitte 19. Jahrhundert;                                      | D-2-75-149-10 | Wohnhaus des Vierseithofes |
| Bunding 1 (Standort) | Kapellenbildstock          | Kapellenbildstock mit Satteldach, rundbogiger Nische und Putzgliederungen, 19. Jahrhundert                                                    | D-2-75-149-10 | Kapellenbildstock          |
| Bunding 3 (Standort) | Einfirsthof                | Zweigeschossiger Satteldachbau, Wohnteil mit Blockbau-Obergeschoss und Giebelschrot, Westwand massiv, 2. Viertel 19. Jahrhundert, Dach später | D-2-75-149-11 | Einfirsthof                |

### Burgerding
| Lage                       | Objekt                | Beschreibung | Akten-Nr.     | Bild           |
| -------------------------- | --------------------- | --- | ------------- | -------------- |
| Burgerding 1 (Standort)    | Dorfkapelle Mariahilf | Giebelständiger Satteldachbau mit eingezogener Rechteckapsis und Putzgliederungen, wohl 2. Viertel 19. Jahrhundert.; mit Ausstattung                            | D-2-75-149-12 | weitere Bilder |
| Burgerding 4, 5 (Standort) | Hakenhof              | Wohnteil als zweigeschossiger und giebelständiger Blockbau mit Satteldach und Traufschrot, Nebengebäude mit Blockbau-Obergeschoss, im Kern noch 18. Jahrhundert | D-2-75-149-13 | Hakenhof       |

### Gerau
| Lage                      | Objekt        | Beschreibung | Akten-Nr.     | Bild           |
| ------------------------- | ------------- | --- | ------------- | -------------- |
| Gerau 2 (Standort)        | Hoftor        | Zugehöriges dreiteiliges Hoftor mit korbbogiger Einfahrt, zwei Fußgängerpforten und Giebelaufsatz mit barocker Zwergenfigur, um 1833, bezeichnet 1890 und 1912; ehemals in Obernzell | D-2-75-149-14 | Hoftor         |
| Gerau 2 a (Standort)      | Heiligenfigur | Überlebensgroße, doppelseitige Steinplastik der hl. Veronika, bezeichnet 1728; aus Schloss Neuburg a. Inn                                                                            | D-2-75-149-16 | Heiligenfigur  |
| Hochgartenfeld (Standort) | Hofkapelle    | Giebelständiger Satteldachbau mit eingezogener halbrunder Apsis und Glockendachreiter auf Konsolen, neugotisch, 1849; mit Ausstattung                                                | D-2-75-149-15 | weitere Bilder |

### Großhaarbach
| Lage                       | Objekt                          | Beschreibung | Akten-Nr.     | Bild                |
| -------------------------- | ------------------------------- | --- | ------------- | ------------------- |
| Großhaarbach 10 (Standort) | Ehemaliges Gasthaus             | Zweigeschossiger Blockbau mit Satteldach und Kniestock, Giebel verschalt, Anfang 19. Jahrhundert; Kegelbahn, t-förmiger Ständerbau mit Satteldach, 19./20. Jahrhundert | D-2-75-149-19 | Ehemaliges Gasthaus |
| Großhaarbach 21 (Standort) | Stattliches Rottaler Bauernhaus | Stattliches Rottaler Bauernhaus, Blockbau mit Flachdach und Giebelschroten, um 1820/30.                                                                                | D-2-75-149-18 | BW                  |

### Grub
| Lage              | Objekt                                     | Beschreibung | Akten-Nr.     | Bild                                       |
| ----------------- | ------------------------------------------ | --- | ------------- | ------------------------------------------ |
| Grub 1 (Standort) | Wohnhaus eines geschlossenen Vierseithofes | Zweigeschossiger und verputzter Blockbau mit vorschießendem Flachsatteldach und zwei Giebelschroten, bezeichnet 1821 | D-2-75-149-20 | Wohnhaus eines geschlossenen Vierseithofes |
| Grub 1 (Standort) | Hofkapelle                                 | Neugotisch, nach Mitte 19. Jahrhundert; mit Ausstattung                                                              | D-2-75-149-20 | weitere Bilder                             |

### Heftlehner
| Lage                    | Objekt      | Beschreibung | Akten-Nr.     | Bild        |
| ----------------------- | ----------- | --- | ------------- | ----------- |
| Heftlehner 1 (Standort) | Einfirsthof | Wohnteil zweigeschossiger Blockbau mit vorschießendem Satteldach und Giebelschrot, Ende 18. Jahrhundert, Dach später | D-2-75-149-24 | Einfirsthof |

### Heinriching
| Lage                     | Objekt                     | Beschreibung | Akten-Nr.     | Bild                       |
| ------------------------ | -------------------------- | --- | ------------- | -------------------------- |
| Heinriching 2 (Standort) | Wohnhaus des Vierseithofes | Zweigeschossiger und teilverschindelter Blockbau mit vorschießendem Flachsatteldach und kleinem Traufschrot, im Kern 1. Drittel 19. Jahrhundert | D-2-75-149-22 | Wohnhaus des Vierseithofes |

### Holzhäuser
| Lage                    | Objekt         | Beschreibung | Akten-Nr.     | Bild           |
| ----------------------- | -------------- | --- | ------------- | -------------- |
| Holzhäuser 5 (Standort) | Mittertennhaus | Zweigeschossiger und verschindelter Blockbau mit vorschießendem Satteldach und Giebelschrot, Ende 18. Jahrhundert                                                                | D-2-75-149-25 | Mittertennhaus |
| Holzhäuser 8 (Standort) | Hakenhof       | Wohnteil zweigeschossiger und traufständiger, verschindelter Blockbau mit vorschießendem Flachsatteldach und erneuertem Giebelschrot, spätes 18. Jahrhundert, Stallstadel später | D-2-75-149-26 | Hakenhof       |

### Krennleiten
| Lage                     | Objekt      | Beschreibung | Akten-Nr.     | Bild        |
| ------------------------ | ----------- | --- | ------------- | ----------- |
| Krennleiten 1 (Standort) | Vierseithof | Kleine urtümliche Anlage, einheitlich Ende 18. Jahrhundert; Wohnhaus zweigeschossiger und giebelständiger Blockbau mit vorschießdendem Flachsatteldach und Giebelschrot; Stall mit Traidkasten, Obergeschoss-Blockbau mit abgeschlepptem, aufgesteiltem Satteldach; Stallstadel, teilweise massiver verbretterter Ständerbau mit Satteldach; (Ostflügel erneuert) | D-2-75-149-30 | Vierseithof |

### Leopoldsberg
| Lage                      | Objekt                           | Beschreibung | Akten-Nr.     | Bild                             |
| ------------------------- | -------------------------------- | --- | ------------- | -------------------------------- |
| Leopoldsberg 2 (Standort) | Nebengebäude eines Vierseithofes | Stall, Remise und Traidkasten, hofseitig geständerter Obergeschoss-Blockbau mit abgeschlepptem Satteldach, 1. Hälfte 19. Jahrhundert     | D-2-75-149-32 | Nebengebäude eines Vierseithofes |
| Leopoldsberg 3 (Standort) | Wohnhaus des Vierseithofes       | Zweigeschossiger Blockbau mit vorschießendem Flachsatteldach und zwei Giebelschroten, Rückseite versteinert, im Kern 18./19. Jahrhundert | D-2-75-149-31 | Wohnhaus des Vierseithofes       |

### Mitterhaarbach
| Lage                        | Objekt                     | Beschreibung | Akten-Nr.     | Bild                       |
| --------------------------- | -------------------------- | --- | ------------- | -------------------------- |
| Mitterhaarbach 1 (Standort) | Wohnhaus des Vierseithofes | Zweigeschossiger und giebelständiger Massivbau mit Mezzaningeschoss, vorgezogenem Satteldach und Putzdekor, neubarock, 4. Viertel 19. Jahrhundert                                                    | D-2-75-149-34 | Wohnhaus des Vierseithofes |
| Mitterhaarbach 2 (Standort) | Wohnhaus des Vierseithofes | Teilverschindelter und zweigeschossiger Obergeschoss-Blockbau mit Firstdrehung und erneuertem Traufschrot, bezeichnet 1789 Traidkasten über Stall und Remise, Obergeschoss-Blockbau, bezeichnet 1812 | D-2-75-149-35 | Wohnhaus des Vierseithofes |

### Mitterham
| Lage                   | Objekt      | Beschreibung | Akten-Nr.     | Bild        |
| ---------------------- | ----------- | --- | ------------- | ----------- |
| Mitterham 1 (Standort) | Einfirsthof | Zweigeschossiger und traufständiger, teilweise verschindelter und verschalter Blockbau mit Satteldach, zum Teil in Ziegel ausgemauert, nach Mitte 19. Jahrhundert | D-2-75-149-36 | Einfirsthof |

### Ottenberg
| Lage                    | Objekt                                                 | Beschreibung | Akten-Nr.     | Bild           |
| ----------------------- | ------------------------------------------------------ | --- | ------------- | -------------- |
| Ottenberg 5 (Standort)  | Katholische Filialkirche St. Leonhard und St. Wolfgang | Saalkirche mit Polygonalapsis, Vorzeichen und Giebeldachreiter mit Zwiebelhaube, im Kern wohl frühgotisch; mit Ausstattung | D-2-75-149-37 | weitere Bilder |
| Ottenberg 15 (Standort) | Einfirsthof                                            | Einfirsthof mit Blockbau-Obergeschoss, 2. Viertel 19. Jahrhundert                                                          | D-2-75-149-38 | BW             |

### Parnham
| Lage                 | Objekt                     | Beschreibung | Akten-Nr.     | Bild                       |
| -------------------- | -------------------------- | --- | ------------- | -------------------------- |
| Parnham 1 (Standort) | Wohnhaus des Vierseithofes | Zweigeschossiger und giebelständiger Obergeschoss-Blockbau mit vorschießendem Satteldach und zwei Giebelschroten, im Kern 2. Hälfte 18. Jahrhundert Hofkapelle, Satteldachbau mit Dachreiter und Portal mit Pfeilerrahmung, neugotisch, Ende 19. Jahrhundert | D-2-75-149-41 | Wohnhaus des Vierseithofes |
| Parnham 3 (Standort) | Ehemaliges Bauernhaus      | Zweigeschossiger und traufständiger, teilweise versteinerter Blockbau mit Flachsatteldach, im Kern 1. Drittel 19. Jahrhundert | D-2-75-149-42 | Ehemaliges Bauernhaus      |

### Poigham
| Lage                  | Objekt               | Beschreibung | Akten-Nr.     | Bild                 |
| --------------------- | -------------------- | --- | ------------- | -------------------- |
| Mitterfeld (Standort) | Dorfkapelle          | Walmdachbau mit Glockendachreiter und Rahmen- und Pilastergliederungen, origineller Bau in bäuerlichem Spätklassizismus, bezeichnet 1835; mit Ausstattung       | D-2-75-149-43 | Dorfkapelle          |
| Poigham 21 (Standort) | Ehemaliges Armenhaus | Zweigeschossiger und traufständiger Rottaler Blockbau mit vorschießendem Flachsatteldach und zwei Giebelschroten, Rückseite versteinert, spätes 18. Jahrhundert | D-2-75-149-44 | Ehemaliges Armenhaus |

### Taubenhub
| Lage                   | Objekt            | Beschreibung                                                       | Akten-Nr.     | Bild              |
| ---------------------- | ----------------- | ------------------------------------------------------------------ | ------------- | ----------------- |
| Taubenhub 1 (Standort) | Kapellenbildstock | Mit korbbogiger Nische und Kranzgesims, 1. Drittel 19. Jahrhundert | D-2-75-149-49 | Kapellenbildstock |

### Tiefendobl
| Lage                    | Objekt               | Beschreibung                                                                      | Akten-Nr.     | Bild                 |
| ----------------------- | -------------------- | --------------------------------------------------------------------------------- | ------------- | -------------------- |
| Tiefendobl 5 (Standort) | Ehemaliges Pfarrhaus | Zweigeschossiger Walmdachbau mit Putzgliederungen, spätklassizistisch, um 1830/40 | D-2-75-149-50 | Ehemaliges Pfarrhaus |

### Unterschwärzenbach
| Lage                               | Objekt              | Beschreibung | Akten-Nr.     | Bild                |
| ---------------------------------- | ------------------- | --- | ------------- | ------------------- |
| Nähe St 2117;Nähe B 388 (Standort) | Wegkapelle          | Mit Lourdesgrotte, giebelständiger Satteldachbau mit stichbogiger Nische, 2. Hälfte 19. Jahrhundert                            | D-2-75-149-53 | Wegkapelle          |
| Unterschwärzenbach 7 (Standort)    | Rottaler Bauernhaus | Zweigeschossiger Blockbau mit Flachsatteldach, teilweise versteinert, erbaut 1716, Giebelschrot erneuert                       | D-2-75-149-51 | Rottaler Bauernhaus |
| Unterschwärzenbach 8 (Standort)    | Dorfkapelle         | Giebelständiger Satteldachbau mit verblechtem Giebeldachreiter und Putzrahmung, ländlicher Klassizismus, 1844; mit Ausstattung | D-2-75-149-52 | weitere Bilder      |

## Ehemalige Baudenkmäler
In diesem Abschnitt sind Objekte aufgeführt, die früher einmal in der Denkmalliste eingetragen waren, jetzt aber nicht mehr. Objekte, die in anderem Zusammenhang also z. B. als Teil eines Baudenkmals weiter eingetragen sind, sollen hier nicht aufgeführt werden. Aktennummern in diesem Abschnitt sind ehemalige, jetzt nicht mehr gültige Aktennummern.

| Lage                                 | Objekt                              | Beschreibung | Akten-Nr.     | Bild |
| ------------------------------------ | ----------------------------------- | --- | ------------- | ---- |
| Geroling alte Haus-Nr. 48 (Standort) | Wohnhaus (Altbau) des Vierseithofes | Wohnhaus (Altbau) des Vierseithofes, in verschindelter Blockbauweise, im Kern 1. Drittel 19. Jahrhundert, Dach später.                                 | D-2-75-149-17 | BW   |
| Heinriching 7 (Standort)             | Wohnhaus des Vierseithofes          | mit Blockbau-Obergeschoss, im Kern 1. Hälfte 19. Jahrhundert; Nebengebäude mit Blockbau-Obergeschoss (Traidkasten?), im Kern 1. Hälfte 19. Jahrhundert | D-2-75-149-23 | BW   |
| Holzhäuser alte Haus-Nr. 43 1/2 ()   | Einfirsthof                         | Einfirsthof, verschindelter Blockbau mit Traufschrot, nach Mitte 19. Jahrhundert                                                                       | D-2-75-149-28 |      |
| Holzhäuser alte Haus-Nr. 65 ()       | Blockbau des Dreiseithofes          | Blockbau des Dreiseithofes, mit Flachdach und zwei Giebelschroten, bezeichnet 1820.                                                                    | D-2-75-149-27 |      |
| Indinger 1 (Standort)                | Bauernhaus                          | mit teilverputzten Blockwänden, Giebelschrot und mittelsteilem Dach, nach Mitte 19. Jahrhundert                                                        | D-2-75-149-29 | BW   |
| Leopoldsberg im Ort ()               | Kapelle                             | wohl Ende 18. Jahrhundert; mit Ausstattung. (Anmerkung: Objekt nicht lokalisierbar, eventuell abgegangen!)                                             | D-2-75-149-33 |      |
| Ottenberg 11 (Standort)              | Wohnhaus des Vierseithofes          | Blockbau mit hofseitigem Schrot, bezeichnet 1711. | D-2-75-149-39 | BW   |
| Spieleder 1 (Standort)               | Zugehörig kleiner Traidkasten       | Zugehörig kleiner, freistehender Traidkasten, nach Mitte 19. Jahrhundert                                                                               | D-2-75-149-46 | BW   |

## Abgegangene Baudenkmäler
In diesem Abschnitt sind Objekte aufgeführt, die früher einmal in der Denkmalliste eingetragen waren, jetzt aber nicht mehr existieren, z. B. weil sie abgebrochen wurden. Aktennummern in diesem Abschnitt sind ehemalige, jetzt nicht mehr gültige Aktennummern.

| Lage                          | Objekt                             | Beschreibung | Akten-Nr.     | Bild |
| ----------------------------- | ---------------------------------- | --- | ------------- | ---- |
| Aumühle 2 (Standort)          | Wohnhaus des Vierseithofes         | Zweigeschossiger, teilweise verbretterter Obergeschoss-Blockbau mit vorschießendem Satteldach, Kniestock und Traufschrot, im Kern 1. Hälfte 19. Jahrhundert (Anmerkung: Objekt abgebrochen, in der Denkmalliste des BLfD noch enthalten, Stand 04.11.2020) | D-2-75-149-8  | BW   |
| Ottenberg 3 (Standort)        | Gasthaus                           | Flachdachbau mit klassizistischem Stuckdekor auf der Ostseite, erbaut 1793. (Anmerkung: Ottenberg 3 nicht mehr existent, Objekt abgebrochen) | D-2-75-149-40 | BW   |
| Reith alte Haus-Nr. 13 ()     | Rottaler Haus                      | Rottaler Haus, Blockbau mit Giebelschrot und Flachdach, bezeichnet 1840; geständerter Traidkasten, gleichzeitig; zugehörig zu Vierseithof. (Anmerkung: Haus Nummer 13 nicht existent)                                                                      | D-2-75-149-45 |      |
| Stadlreith Nähe Stadlreith () | verschalter Holzbau mit Dachreiter | verschalter Holzbau mit Dachreiter, Ende 19. Jahrhundert (Anmerkung: Objekt nicht lokalisierbar) | D-2-75-149-48 |      |